# 李鷁
李 鷁（Yi Li）は中国出身の情報処理実務者。京都情報大学院大学教授である。

## 経歴
- （中国）北京語言大学文学士,京都情報大学院大学応用情報技術研究科修了,情報技術修士（専門職）
- 元大連外国語大学講師,元株式会社エーディー・ラボラトリーズ勤務取締役,元愛知産業大学通信教育部非常勤講師
- 情報処理技術者,SAP社認定コンサルタント（財務会計,管理会計,生産計画/管理,プラント保全,販売物流）

## 論文
- 李鷁「製造業の効率化について」NAIS Journal Vol.9,2014[2]
- 李鷁「IFRSの適用およびERPコンサルタントの育成」,NAIS Journal Vol.10,2015[3]
- 李鷁「プロセス産業におけるERP導入時の留意点」,NAIS Journal Vol.11,2017[4]
- 李鷁「IFRSの適用による製薬会社のERP導入時の対応」,NAIS Journal Vol.13,2019[5]

## 著書
- 「漢語ABC」（副主編と英訳。主編は徐甲申,劉川平）,大連理工大学出版社,1998年
- 「漢語口語系列教材」（英訳。主編は周継聖）,光明日報出版社,1998年